# Tabula Magna Lateranensis
La Tabula Magna Lateranensis è una lapide in mosaico con iscrizione in latino a lettere dorate su fondo nero, risalente al XIII secolo. È collocata sul lato sinistro della porta della sacrestia della basilica di San Giovanni in Laterano, a Roma. La lapide elenca le reliquie che, all'epoca, erano custodite nella Basilica e nel Sancta Sanctorum, la cappella privata dei papi situata nel vicino complesso del Laterano.
Sull'altro lato della stessa porta si trova una seconda lapide di aspetto simile, che documenta interventi architettonici compiuti sulla Basilica nel IX secolo. Nel XIX secolo, su questa seconda lapide è stata erroneamente applicata una piccola targa superiore con la scritta "Tabula Magna Lateranensis".

## Testo iscritto nella Tabula
(Tabula Magna Lateranensis)

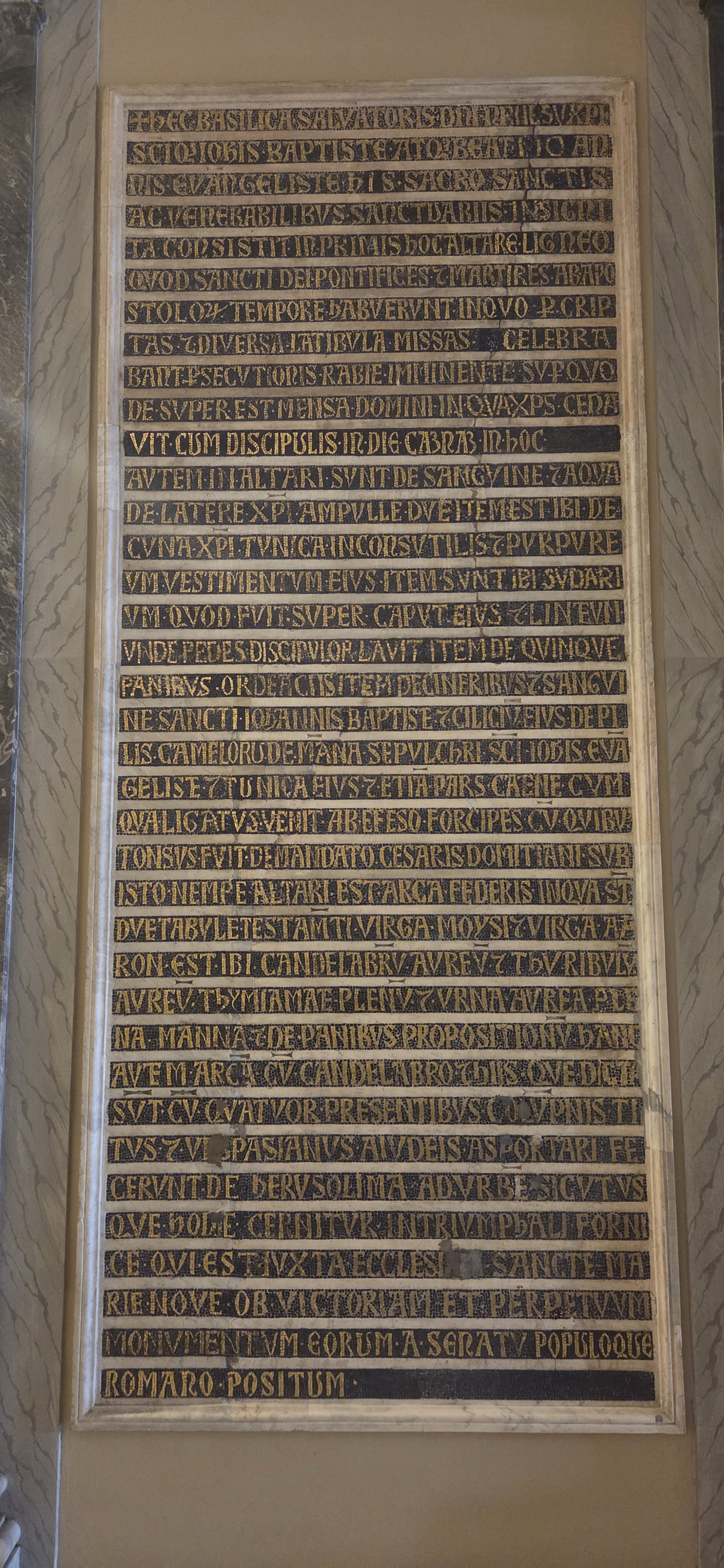
Tabula Magna Lateranensis (XIII secolo), posta al lato sinistro della porta della sacrestia, nella quale sono elencate le principali reliquie conservate nella basilica.
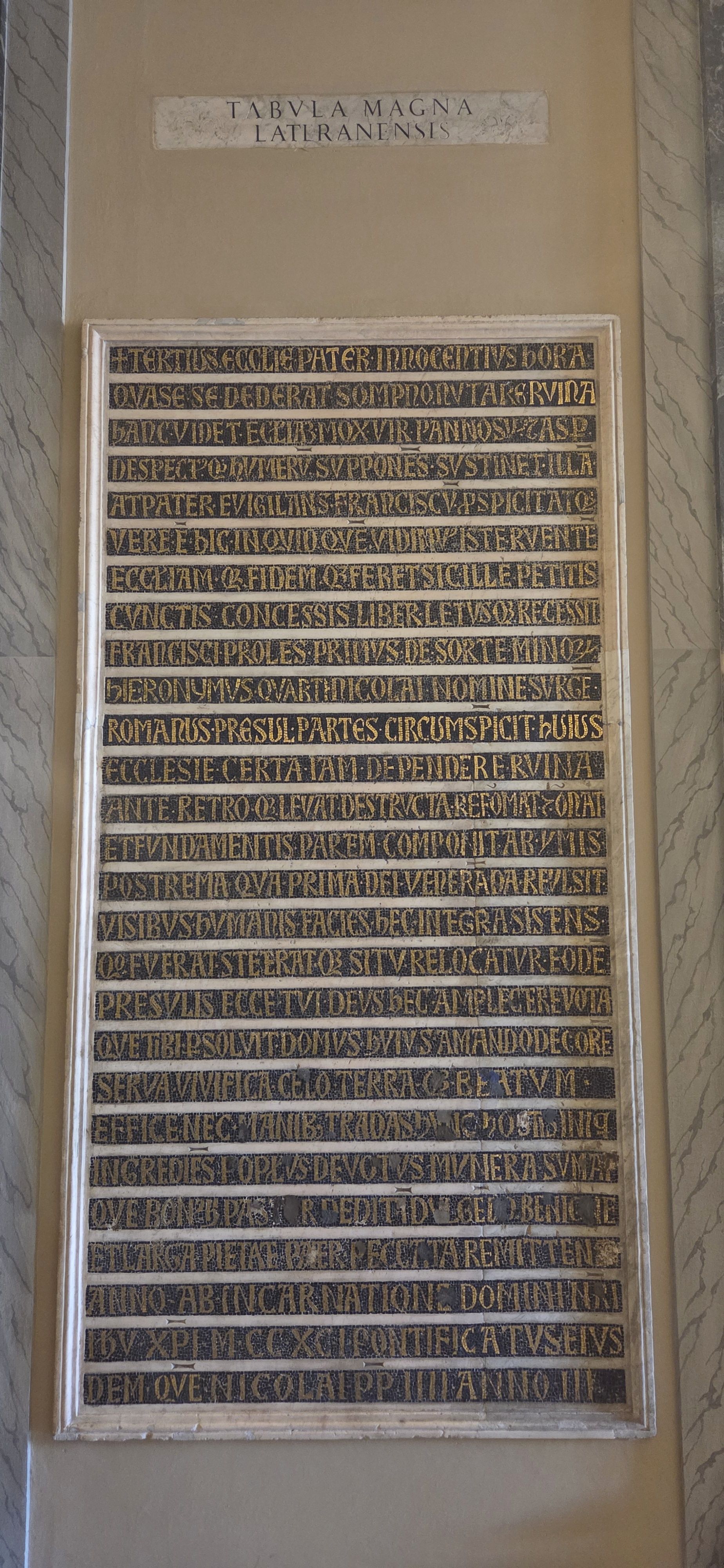
Pannello del XIII secolo simile alla Tabula Magna Lateranensis (il titolo in alto, aggiunto nel XIX secolo, è fuorviante), posto al lato destro della porta della sacrestia, che descrive alcuni lavori realizzati nel IX secolo.

## Elenco delle reliquie
Elenco delle reliquie trasportate da Gerusalemme a Roma nel 70-71 d.C. dagli Imperatori romani Tito e Vespasiano, e successivamente conservate nella Basilica di San Giovanni in Laterano e nel Sancta Sanctorum, come riportato nella Tabula Magna Lateranensis.
- Tavola dell'Ultima Cena
- Ampolla con l'acqua uscita dal costato trafitto di Cristo sulla croce
- Ampolla con il sangue uscito dal costato trafitto di Cristo sulla croce
- Parti della culla di Gesù
- Sacra Tunica senza cuciture (indossata da Gesù prima di essere crocifisso)
- Manto purpureo (usato dai soldati per schernire Gesù travestendolo da Re)
- Sudario di lino che ricopriva il capo di Gesù nel sepolcro
- Panno usato per lavare i piedi dei discepoli
- Resti dei cinque pani d'orzo (della moltiplicazione dei pani)
- Ceneri di San Giovanni Battista
- Sangue di San Giovanni Battista
- Vestito di peli di cammello appartenuto a San Giovanni Battista
- Manna raccolta nella tomba di San Giovanni Evangelista
- Tunica di San Giovanni Evangelista
- Parte delle catene con vui fu portato legato da Efeso
- Forbici con cui gli furono tagliati i capelli per ordine dell'Imperatore Domiziano
- Arca dell'Alleanza, che all'interno contiene:
- Le due Tavole della Legge
- Il bastone di Mosè
- Il bastone di Aronne
- Candelabro d'oro (la Menorah, proveniente dal Tempio di Gerusalemme così come l'Arca dell'Alleanza. Lo si vede raffigurato anche nell'Arco di Tito.)
- Turibolo d'oro pieno di incenso
- Urna d'oro piena di manna (raccolta nel deserto durante l'Esodo) e resti dei pani delle offerte